# Обершлирбах
Обершлирбах (нем. Oberschlierbach) — коммуна (нем. Gemeinde) в Австрии, в федеральной земле Верхняя Австрия. 
Входит в состав округа Кирхдорф-на-Кремсе.  Население составляет 469 человек (на 31 декабря 2005 года). Занимает площадь 18 км². Официальный код  —  40 911.

## Политическая ситуация
Бургомистр коммуны — Оскар Грасниг (СДПА) по результатам выборов 2003 года.
Совет представителей коммуны (нем. Gemeinderat) состоит из 13 мест.
- СДПА занимает 8 мест.
- АНП занимает 5 мест.